# Exhyalanthrax beckerianus
Exhyalanthrax beckerianus är en tvåvingeart som först beskrevs av Mario Bezzi 1924.  Exhyalanthrax beckerianus ingår i släktet Exhyalanthrax och familjen svävflugor. Inga underarter finns listade i Catalogue of Life.